# Chaetocnema mannerheimii
Chaetocnema mannerheimii es un coleóptero de la familia Chrysomelidae. Fue descrita científicamente en 1827 por Gyllenhaal.